# Katholieke Kerk in België

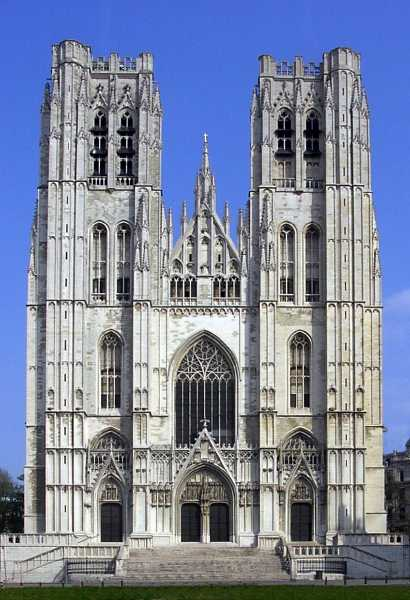
Kathedraal van Sint-Michiel en Sint-Goedele in Brussel

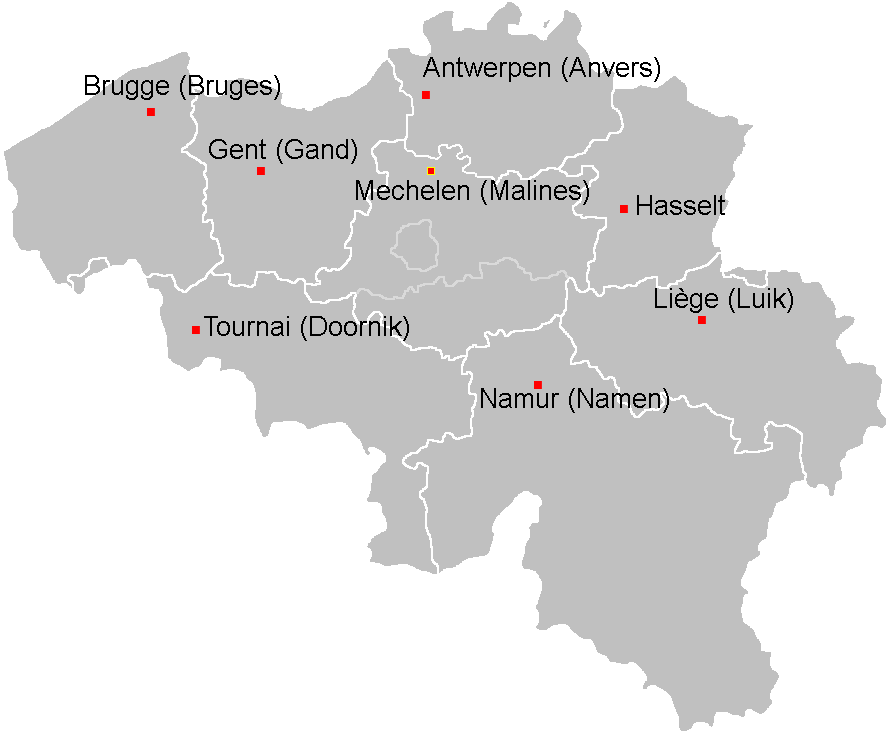
De acht Belgische bisdommen

De Katholieke Kerk in België maakt deel uit van de wereldwijde Rooms-Katholieke Kerk onder het leiderschap van de paus en de Romeinse Curie. De Kerk telt in België één kerkprovincie, die bestaat uit het aartsbisdom Mechelen-Brussel en zeven suffragane bisdommen, die alle op hun beurt verdeeld zijn in dekenaten en parochies. Daarnaast kent de Kerk in België ook nog een Belgisch militair ordinariaat en is het Opus Dei als personele prelatuur in België vertegenwoordigd. Jozef van Nazareth is de beschermheilige van België.
De Belgische bisschoppen zijn verenigd in de Belgische Bisschoppenconferentie. Luc Terlinden, de aartsbisschop van Mechelen-Brussel is de metropoliet van de kerkprovincie Mechelen-Brussel en de primaat van België.
Op een gewone zondag (derde zondag van oktober) gingen in 2024 173.335 mensen naar de mis. Dit is een daling met een vierde ten opzichte van 2019, toen 241.029 personen deelnamen. Volgens schattingen was in 2018 nog een kleine meerderheid - 52,8% van de Belgische bevolking katholiek; 9,4% van de bevolking - iets meer dan één miljoen inwoners - noemde zich praktiserend katholiek.:10 Anno 2022 rekende 50,02% van de volwassen geregistreerde inwoners in België zich tot het rooms-katholicisme.

## Bisdommen
De Katholieke Kerk heeft in België, net zoals in de rest van de wereld gebruikelijk is, drie hoofdbestuurslagen: bisdommen, dekenaten en parochies. De Katholieke Kerk in België is georganiseerd in acht bisdommen (één aartsbisdom en zeven suffragane bisdommen) en één militair ordinariaat.
Vijf Belgische bisdommen vallen samen met een provincie: Brugge valt samen met West-Vlaanderen, Doornik met Henegouwen, Gent met Oost-Vlaanderen, Hasselt met Limburg en Luik met de gelijknamige provincie Luik.
Namen beslaat, naast de gelijknamige provincie Namen, ook nog de provincie Luxemburg.
Het bisdom Antwerpen moet aan het aartsbisdom Mechelen-Brussel zeven gemeenten laten, waaronder de stad Mechelen.
Het aartsbisdom Mechelen-Brussel bestaat, behalve uit deze zeven gemeenten, ook nog uit de provincies Vlaams-Brabant en Waals-Brabant en het grondgebied van het arrondissement Brussel-Hoofdstad.
| Bisdom                        | Bisdom                        | Bisschop      | Hulpbisschop(pen)                               | Zie ook                                 | Kathedraal                                                                               | Oprichting              | Grondgebied |
| ----------------------------- | ----------------------------- | ------------- | ----------------------------------------------- | --------------------------------------- | ---------------------------------------------------------------------------------------- | ----------------------- | --- |
| Aartsbisdom Mechelen-Brussel  | Aartsbisdom Mechelen-Brussel  | Luc Terlinden | Jean-Luc Hudsyn, Jean Kockerols, Koen Vanhoutte | Lijst van aartsbisschoppen van Mechelen | Sint-Romboutskathedraal (Mechelen) Kathedraal van Sint-Michiel en Sint-Goedele (Brussel) | 1559                    | Vlaams-Brabant, Waals-Brabant, het arrondissement Brussel-Hoofdstad en de gemeenten Bonheiden, Bornem, Duffel, Mechelen, Puurs-Sint-Amands, Sint-Katelijne-Waver en Willebroek |
|                               | Bisdom Antwerpen              | Johan Bonny   | -                                               | Lijst van bisschoppen van Antwerpen     | Onze-Lieve-Vrouwekathedraal                                                              | 1559-1801 en sinds 1961 | de provincie Antwerpen, behalve de gemeenten Bonheiden, Bornem, Duffel, Mechelen, Puurs-Sint-Amands, Sint-Katelijne-Waver en Willebroek                                        |
| Bisdom Brugge                 | Lode Aerts                    | -             | Lijst van bisschoppen van Brugge                | Sint-Salvatorskathedraal                | 1559-1801 en sinds 1834                                                                  | West-Vlaanderen         | |
| Bisdom Doornik                | Guy Harpigny                  | -             | Lijst van bisschoppen van Doornik               | Onze-Lieve-Vrouwekathedraal             | 6e eeuw                                                                                  | Henegouwen              | |
| Bisdom Gent                   | Lode Van Hecke                | -             | Lijst van bisschoppen van Gent                  | Sint-Baafskathedraal                    | 1559                                                                                     | Oost-Vlaanderen         | |
| Bisdom Hasselt                | Patrick Hoogmartens           | -             | Lijst van bisschoppen van Hasselt               | Sint-Quintinuskathedraal                | 1967                                                                                     | Limburg                 | |
| Bisdom Luik                   | Jean-Pierre Delville          | -             | Lijst van bisschoppen van Luik                  | Sint-Pauluskathedraal                   | 4e eeuw                                                                                  | Luik                    | |
| Bisdom Namen                  | Pierre Warin                  |               | Lijst van bisschoppen van Namen                 | Sint-Aubankathedraal                    | 1559                                                                                     | Namen en Luxemburg      | |
| Belgisch militair ordinariaat | Belgisch militair ordinariaat | Luc Terlinden |                                                 |                                         | Sint-Jacob-op-Koudenberg                                                                 | 1957                    | |

### Voormalige bisdommen en titulaire bisdommen
Het eerste bisdom op het huidige Belgisch grondgebied was het bisdom Tongeren, dat in het jaar 280 werd gesticht. Reeds in 384 werd het door de heilige Servaas naar Maastricht overgebracht. In 706 werd de bisschopszetel verplaatst naar Luik.
Het bisdom Doornik is gesticht in de vierde eeuw. Daarmee is het, samen met het bisdom Luik, het oudste van de Belgische bisdommen. Gedurende de gehele middeleeuwen zou het Belgische grondgebied onder deze bisdommen vallen en onder die van het oude bisdom Kamerijk en het in de zestiende eeuw opgeheven bisdom Terwaan.
De pauselijke bul Super Universas uit 1559 betekende een grote hertekening in het bisschoppenlandschap van de Nederlanden. Voortaan telden de Nederlanden drie aartsbisdommen: het aartsbisdom Mechelen en de reeds bestaande aartsbisdommen Utrecht en Kamerijk. Atrecht, Doornik, Namen en Sint-Omaars werden suffragane bisdommen onder Kamerijk; Antwerpen, Brugge, Gent, Ieper, Roermond en 's-Hertogenbosch vielen onder Mechelen, en Deventer, Groningen, Haarlem, Leeuwarden en Middelburg vielen onder Utrecht. Het toenmalige prinsbisdom Luik behoorde niet tot de Nederlanden en viel dus onder geen van deze drie aartsbisdommen; het verloor wel een aanzienlijk deel van zijn grondgebied.
Sinds 1559 viel het Belgische grondgebied dus onder acht bisdommen: het aartsbisdom Mechelen met de suffragane bisdommen Antwerpen, Brugge, Gent en Ieper, de bisdommen Doornik en Namen die onder Kamerijk vielen, en tot slot het prinsbisdom Luik. Door het concordaat van 15 juli 1801 werden Brugge, Ieper en Antwerpen opgeheven. In 1834 werd het bisdom Brugge heropgericht; in 1962 gebeurde hetzelfde met Antwerpen. Tot slot werd in 1967 het bisdom Hasselt opgericht; het grondgebied van Belgisch Limburg viel tot dan toe onder het grondgebied van het bisdom Luik.
De volgende steden op het grondgebied van het huidige België hadden resp. hebben een bisschopszetel:
- 280 - 384: Tongeren
- 384 - 6e eeuw: geen
- 6e eeuw tot 706: Doornik
- 706 - 1559: Doornik, Luik
- 1559 - 1802: Antwerpen, Brugge, Doornik, Gent, Ieper, Luik, Mechelen, Namen
- 1802 - 1834: Doornik, Gent, Luik, Mechelen, Namen
- 1834 - 1920: Brugge, Doornik, Gent, Luik, Mechelen, Namen
- 1920 - 1925: Brugge, Doornik, Gent, Luik, Mechelen, Namen + Eupen-Malmedy
- 1925 - 1961: Brugge, Doornik, Gent, Luik, Mechelen, Namen
- 1961 - 1967: Antwerpen, Brugge, Doornik, Gent, Luik, Mechelen-Brussel, Namen
- 1967 - heden: Antwerpen, Brugge, Doornik, Gent, Luik, Mechelen-Brussel, Namen + Hasselt

| Bisdom                   | Periode    | Gebeurtenis                                                                           |
| ------------------------ | ---------- | ------------------------------------------------------------------------------------- |
| Bisdom Tongeren          | 280-384    | Bisschopszetel door Sint-Servaas verhuisd naar Maastricht - in 706 verhuisd naar Luik |
| Bisdom Ieper             | 1559-1801  | Opgegaan in het bisdom Gent, nadien bisdom Brugge                                     |
| Bisdom Eupen-Malmedy     | 1920-1925  | Opgegaan in het bisdom Luik                                                           |
|                          |            |                                                                                       |
| Titulair bisdom Tongeren | 1969-heden | 1969-heden                                                                            |
| Titulair bisdom Ieper    | 1969-heden | 1969-heden                                                                            |

## Geschiedenis

### Oudheid en middeleeuwen

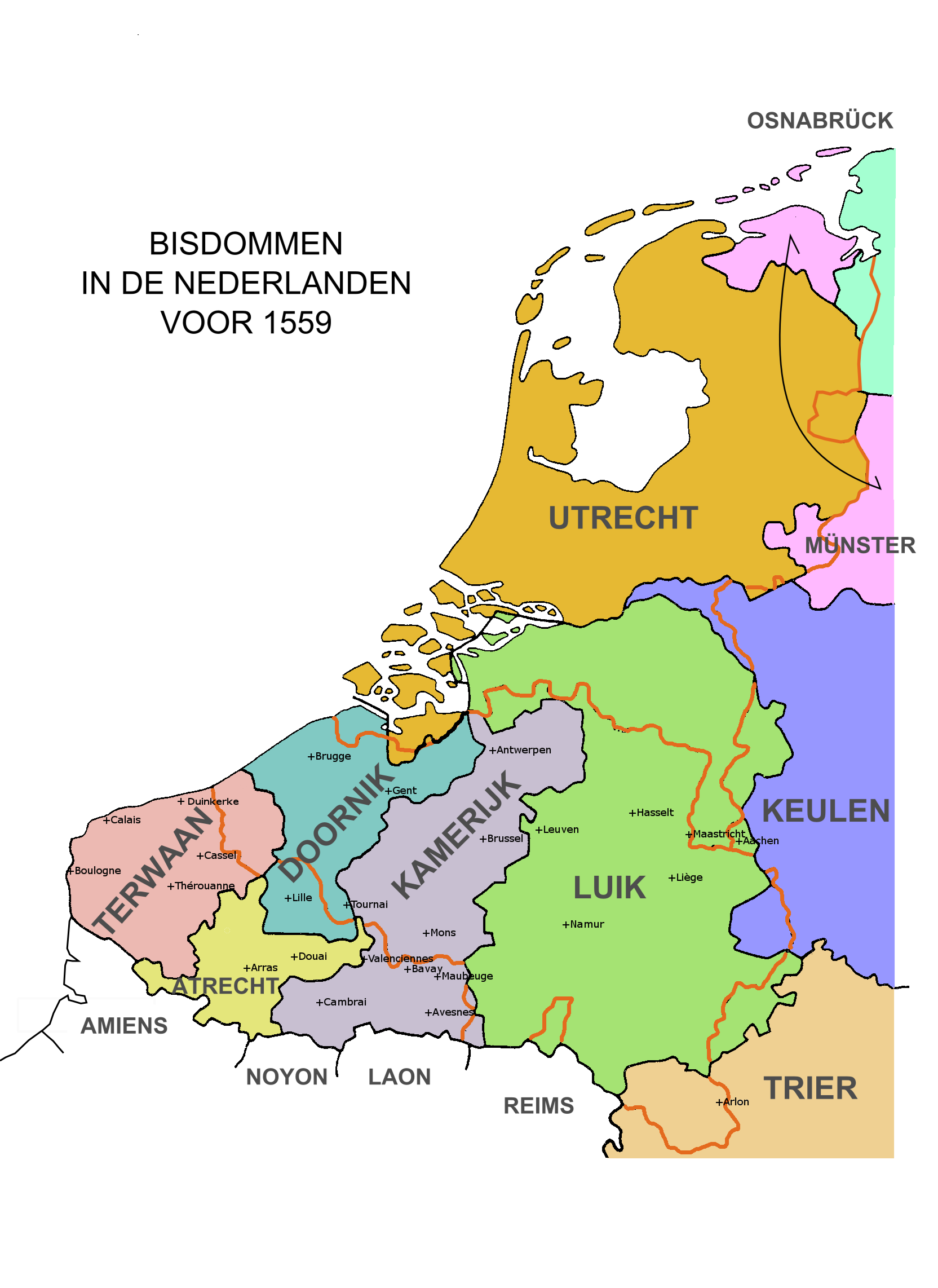
Bisdommen in de Nederlanden vóór Super Universas (1559)

Het christendom verbreidde zich reeds vroeg in het gebied van het huidige België. In de 4e eeuw was de H. Servatius werkzaam te Tongeren. Bloeiende kloosters zoals de Sint-Pietersabdij en de Sint-Baafsabdij in Gent, de abdijen van Lobbes, St-Hubert, Stavelot en vele andere rezen op en droegen bij tot de economische en culturele ontwikkeling van het land.

### Zestiende eeuw
In 1559 werd de pauselijke bul Super universas afgekondigd: voortaan waren er op het grondgebied van het huidige België niet twee, maar acht bisschopszetels. Behalve Doornik en Luik kwamen er nu ook bisschoppen in Antwerpen, Brugge, Gent, Ieper, Mechelen en Namen, met Mechelen als aartsbisdom. Doornik en Namen waren echter nog geen suffraganen van Mechelen, maar van het aartsbisdom Kamerijk; anderzijds vielen ’s-Hertogenbosch en Roermond nog niet onder Utrecht, maar wel onder Mechelen. Luik behoorde destijds nog niet tot de Nederlanden, en was dus geen suffragaan van Kamerijk, Mechelen of Utrecht.
De hervormingsbeweging in de 16e eeuw die aanvankelijk een groot succes kende in de Zuidelijke Nederlanden en gepaard ging met politiek verzet tegen de absolutistische tendens van het huis Habsburg, werd vooral door Filips II gestuit. Onder de aartshertogen Albrecht en Isabella verdween de invloed van het protestantisme vrijwel volledig en werd het katholicisme vernieuwd door de besluiten van het Concilie van Trente (1545-1563), de Contrareformatie en het werk van de jezuïeten. Ten tijde van Jozef II werden de gelovigen geconfronteerd met verschillende edicten die hun openbare devoties ernstig beperkten.

### Hedendaagse tijden
Tijdens de Franse Revolutie werd de Kerk vervolgd en het religieus verzet was dan ook zeer sterk. Het concordaat van 15 juli 1801 bracht een verzoening teweeg tussen Rome en Frankrijk en op Pinksteren 1802 (6 juni) kon de eredienst over het hele gebied terug gevierd worden.
Na de Slag bij Waterloo begon weer een moeilijkere tijd voor de Kerk op het grondgebied van het huidige België: het Verenigd Koninkrijk der Nederlanden werd immers gedomineerd door de protestanten. Na de onafhankelijk van België werd in 1831 de nieuwe Grondwet van kracht; deze waarborgde in de artikelen 14 tot 16 (de huidige artikelen 19 tot 21) de vrijheid van eredienst. Ernstige spanningen tussen Kerk en Staat deden zich voor tijdens de schoolstrijd van 1878-1884 en die van 1954-1958.
De Katholieke Kerk heeft in België enkele - vooral financiële - voorrechten ten opzichte van de andere levensbeschouwingen, voornamelijk als compensatie voor het groot aantal kerkelijke goederen die ten tijde van de Franse Revolutie en Napoleon werden geconfisqueerd maar ook vanwege haar rol als grootste religie, haar lange geschiedenis en het grote aantal waardevolle kerken in België.

## Katholiek onderwijs
Het Katholiek Onderwijs Vlaanderen is de koepelorganisatie van de inrichtende machten, die door de Belgische bisschoppen belast is met de coördinatie en de vertegenwoordiging van het katholiek onderwijs in Vlaanderen. Sinds de Schoolpact-wet van 29 mei 1959 worden de katholieke scholen ook grotendeels door de staat gesubsidieerd.
Het katholiek onderwijs vertegenwoordigt in Vlaanderen anno 2009 904 schoolbesturen, 2247 scholen/centra, 94 internaten en verstrekt onderwijs aan 728 313 leerlingen (exclusief hogescholen en centra voor volwassenenonderwijs) en 7857 internen.

## Bekende Mariabedevaartsoorden
- Banneux
- Beauraing
- Conjoux
- Gaverland
- Halle
- Oostakker
- Scherpenheuvel
- Vosselaar

## Belangrijke missionarissen
België heeft belangrijke missionarissen voortgebracht, zoals
- Peter van Gent (†1572) in Mexico,
- heilige Pater Damiaan (1840-1889) bij de melaatsen in Molokai,
- Pieter-Jan De Smet (1801-1873) bij de indianen van Noord-Amerika,
- Joos De Rijcke (1498-1578) in Ecuador,
- Ferdinand Verbiest (1623-1688) in China,
- Raphaël de la Kethulle de Ryhove (1890-1956) in Belgisch-Congo,
- Vincent Lebbe (1877-1940) in China,
- Constant Lievens (1856-1893) in India,
- Theophiel Verbist (1823-1868) in Mongolië en stichter van de scheutisten,
- Frans Van de Velde (1908-2002) bij de Eskimo's,
- Pater Rasschaert (1922-1964) in India,
- Jeanne De Vos (°1935) in India.

## Bekende priesters in de arbeidersemancipatie
Katholieke geestelijken hebben zich voor de emancipatie van de arbeiders ingezet. Onder hen onder meer:
- priester Adolf Daens (1839-1907)
- kardinaal Jozef Cardijn (1882-1967)
- kanunnik Louis Colens (1877-1937)
- kanunnik Achiel Logghe (1878-1965).

## Liturgie
Nagenoeg alle Belgische katholieken behoren tot de Latijnse Kerk, en daarin worden ongeveer alle missen in België gevierd volgens de Romeinse ritus. Onder de beide vormen van de Romeinse ritus is de gewone vorm het gebruikelijkst. Vooral in de grote steden worden regelmatig missen in de buitengewone vorm gecelebreerd: onder meer in Brussel, Antwerpen, Brugge, Luik en Namen.
In België worden missen in de gewone vorm in de regel gevierd in de taal van het taalgebied: Nederlands in het Nederlandse taalgebied, Frans in het Frans, en Duits in het Duitse. In Brussel zijn er zowel Nederlandstalige als Franstalige missen. In Brussel zijn er soms tweetalige missen, maar dit is eerder uitzonderlijk en buiten Brussel erg ongebruikelijk. Vanwege de aanwezigheid van vreemdelingen in België zijn er in alle grote steden missen in andere talen, waaronder het Spaans, het Italiaans, het Pools, het Indonesisch, het Kroatisch en het Filipijns.
Voor de Nederlandstalige vieringen wordt gebruikgemaakt van een eigen altaarmissaal, dat vrijwel identiek is aan het altaarmissaal in Nederland. Slechts enkele gebeden, waaronder het Confiteor en de apostolische geloofsbelijdenis, wijken zeer licht af tussen Nederland en Vlaanderen. Na de invoering van de nieuwe vertaling van het missaal – allicht in 2017 – zullen deze verschillen opgeheven worden. Wel kent het missaal in Nederland nog twee bijkomende eucharistische gebeden die in België ontbreken. Het Franse missaal in België is identiek aan dat van Frankrijk.
Als zangboek wordt het Graduale Romanum en Zingt Jubilate gebruikt voor Nederlandstalige vieringen. In het Duits wordt Gotteslob gebruikt, en wel in de uitgave voor het bisdom Aken. Deze uitgave werd immers voorbereid in samenspraak met het bisdom Luik, en is daarom voor geheel België geschikt.

## Kerknet.be
Kerknet.be is de Nederlandstalige website van de Katholieke Kerk in België, met optionele dagelijkse of wekelijkse digitale nieuwsbrief. Franstalig België kan terecht op CathoBel. De website is in handen van Kerknet 2.0 vzw, gevestigd te Halewijnlaan 92, 2050 Antwerpen.
De portaalwebsite werd opgericht door alle Vlaamse bisdommen, het studiecentrum Kerk en Media vzw, Halewijn nv, het Centrum voor Christelijk Vormingswerk vzw (CCV), de Unie van Religieuzen Vlaanderen vzw (URV) en Jongerenpastoraal Vlaanderen vzw (IJD). Samen brengen ze informatie over onder meer liturgie, catechese en cultuur, maar ook actueel nieuws over de Vlaamse en internationale geloofsgemeenschappen. Daarnaast heeft de website een eigen redactie onder leiding van Koen Vlaeminck. Registratie is optioneel.
Bekende redacteurs:
- Piet De Loof

Bekende bloggers:
- Kolet Janssen
- Mark Van de Voorde

De website telt verschillende afdelingen, onder meer:
- de bisschoppenconferentie van België,
- het aartsbisdom Mechelen-Brussel en de bisdommen Antwerpen, Brugge, Gent en Hasselt,
- gezinspastoraal,
- jongerenpastoraal,
- liturgie,
- vorming,
- religieuzen (met doorverwijzing naar de URL www.urv.be).

## Kerncijfers
Het katholicisme is de grootste religie in België. In 2016 telde België 4296 kerken, 3846 parochies, 10.262 religieuzen, 4979 priesters (2774 diocesane priesters en 2205 priesters-religieuzen) en 601 permanente diakens. Er werden toen 50.867 mensen gedoopt, 41.060 gevormd en waren er 7859 huwelijken.
De cijfers van uitgereikte sacramenten zijn dalende. Sommigen spreken over een secularisering met twee snelheden: de percentages liggen laag in de stedelijke centrale bisdommen, maar blijven relatief hoog in de landelijke bisdommen. Het verschil tussen het verstedelijkte België enerzijds, met een zeer hoog secularisatieniveau enerzijds, en het meer landelijke, waar het katholieke geloof wel volop aanwezig blijft, is heel structureel en persistent.

### Aantal katholieken
Het is niet eenvoudig vast te stellen welk percentage van de bevolking precies katholiek is. De meest gebruikelijke methode is het percentage katholiek gedoopte Belgen. Zulke cijfers behoeven het nodige voorbehoud: ze houden immers meestal geen rekening met in het buitenland gedoopte katholieken; katholieken die wel gedoopt zijn, maar wier doopsel niet vermeld staat in een doopregister (zoals bij een doopsel door een leek op een ogenblik van levensgevaar); protestanten en orthodoxen die zich in de praktijk bekeerd hebben tot de Katholieke Kerk, enzovoort. Anderzijds worden in sommige statistieken katholiek gedoopten die zichzelf niet meer katholiek achten (hoewel ze volgens de katholieke leer nog altijd katholiek zijn) niet opgenomen onder het aandeel katholieken. Zo noemt in een onderzoek uit 2011 bijvoorbeeld slechts de helft van de Belgen zich katholiek. Uit een Ipsos-peiling in 2023 bleek dat 38% van de respondenten zichzelf beschouwde als katholiek. De peiling was representatief voor Belgische inwoners tussen 16 en 74 jaar. De foutenmarge bedroeg ±5 procentpunt.
Onderstaande tabel bevat het percentage van de bevolking dat katholiek is in de verschillende bisdommen. De cijfers dateren van 2020 voor Brugge, Antwerpen en Doornik. Voor Gent, Hasselt, Luik, Mechelen-Brussel en Namen van 2021. De cijfers komen uit het Annuario Pontificio.
| Brugge           | 70,7% |
| Antwerpen        | 76,6% |
| Hasselt          | 72,0% |
| Gent             | 70,7% |
| Luik             | 66,9% |
| Namen            | 64,9% |
| Mechelen-Brussel | 63,9% |
| Doornik          | 52,7% |

### Aantal parochies
De cijfers dateren van 2016.:12
| Namen            | 743  |
| Mechelen-Brussel | 629  |
| Doornik          | 572  |
| Luik             | 525  |
| Gent             | 425  |
| Brugge           | 349  |
| Hasselt          | 309  |
| Antwerpen        | 294  |
| Totaal           |      |
| België           | 3846 |

Parochies vallen vaak min of meer samen met de deelgemeenten: België telt echter ongeveer 2700 deelgemeenten, terwijl er toch bijna 4000 parochies zijn; dit komt doordat grotere deelgemeenten (zeker in de grote steden) vaak verscheidene parochies tellen. Thans is er een beweging om zo veel mogelijk te gaan naar één parochie per gemeente, behalve in de grootste gemeenten (België telt 581 gemeenten).
Niets belet de bisdommen overigens om de grenzen van de parochies naar goeddunken te tekenen. Zo zijn er talloze parochies die ook grondgebied beslaan van een andere gemeente dan deze waar de parochiekerk gelegen is. Een gelovige die niet weet tot welke parochie hij behoort zoekt dit dan ook op in het straatnamenregister van zijn bisdom. Dit register kan vaak op internet geraadpleegd worden.
Het grondgebied van elke parochie behoort steeds integraal tot het grondgebied van één bisdom.

### Aantal priesters
Dit is het aantal priesters in de verschillende bisdommen. De cijfers dateren van 2020 voor Brugge, Antwerpen en Doornik en van 2021 voor Gent, Hasselt, Luik, Mechelen-Brussel en Namen.
| Mechelen-Brussel | 1437 |
| Brugge           | 512  |
| Namen            | 379  |
| Antwerpen        | 429  |
| Gent             | 305  |
| Hasselt          | 284  |
| Luik             | 348  |
| Doornik          | 273  |

### Kerkbezoek
| 1950 | ca. 50% |       |
| 1967 | 42,9%   | 93,6% |
| 1973 | 32,3%   | 89,3% |
| 1980 | 26,7%   | 82,4% |
| 1985 | 22,0%   | -     |
| 1990 | 17,9%   | 75,0% |
| 1995 | 13,1%   | -     |
| 2019 | -       | 36%   |
| 2024 | -       | 27%   |

Op een gewone zondag (derde zondag van oktober) gingen in 2016 286.393 mensen naar de mis (2,5% van de bevolking). In 2018 was dit aantal gezakt naar 238.298 personen, een daling met 16,7% ten opzichte van 2016.

### Dopen
Het aantal doopsels nam af van ruim 42.000 in 2019 tot net geen 30.000 in 2024.

### Kerkelijke huwelijken
Kerkelijke huwelijken blijken ook afgenomen te zijn: 25,6 % van alle huwelijken in 2007 – dat is een jaarlijkse afname van bijna 3% ten opzichte van de voorgaande bekende cijfers voor het jaar 1998. In 2024 waren er 4900 huwelijken, een daling van ongeveer 1000 in vergelijking met 2019.

### Ontdopingen
Sinds 13 maart 2006 is het formeel mogelijk om zich te laten schrappen uit het doopregister. Deze procedure wordt in de volksmond wel 'ontdoping' genoemd.
Toen in 2010 de Brugse bisschop Vangheluwe bekende kinderen seksueel te hebben misbruikt en aftrad, volgden meer meldingen van misbruik door katholieke geestelijken (hetgeen leidde tot de operatie Kelk); een aanzienlijk aantal katholieken "verliet" vervolgens de Kerk. In 2011 was dit aantal een stuk lager en nam tot 2014 jaarlijks geleidelijk af, maar in 2015 en 2016 was er weer een lichte stijging. Naar kerkelijk recht zijn dergelijke verklaringen of aanmerkingen evenwel betekenisloos, gezien de grondregel semel catholicus, semper catholicus (eens katholiek, altijd katholiek).
| 2010 | 6382           |
| 2011 | 1827           |
| 2012 | 1747           |
| 2013 | 583            |
| 2014 | 469            |
| 2015 | 621            |
| 2016 | 813 of 1240:15 |

Tussen 1 juli 2023 en 30 juni 2024 lieten 14.251 mensen zich ontdopen. Vooral de documentaire Godvergeten, uitgezonden op de tv, en het seksueel misbruik in de kerk bleken voor velen de aanleiding om zich te laten schrappen uit de doopregisters. Het opgeven van redenen is vrijwillig.

### Kerkelijke begrafenissen
Ook het aantal kerkelijke begrafenissen is aan een daling bezig. In 2024 vonden minder dan één derde (31,7%) van alle begrafenissen op kerkelijke wijze plaats. In 2019 was dit nog 41%.